# 孔繁蔚
孔繁蔚（1885年9月5日—1969年11月3日），字云生，山东滕县人，中国近代军事、政治人物。
孔繁蔚是孔子第七十四代孙，1902年进入山西武备学堂学习，1904年赴日本陆军士官学校留学。1905年，他在张继介绍下加入中国同盟会。1909年毕业回国，加入山西新军。1911年辛亥革命爆发、山西省军政府成立，他出任参谋部副部长。次年督军府成立后又任参谋司司长。1917年任山西陆军第三混成旅少将旅长，后又升任师长。张勋复辟期间，他曾领兵讨伐。1924年，晋升为军长。此后又任山西警卫军总司令、晋绥训练总监等，并被授予三等文虎章、二等嘉禾章。1928年北伐战争之后，孔繁蔚受蒋介石指派，作为代表前往沈阳与张学良联络，促成东北易帜，后担任山东省政府委员兼建设厅厅长。1932年，任同蒲铁路筑路督办。1935年，被任命为山西河东盐运使。1936年，获授陆军中将衔。抗日战争爆发后，历任国民党战地党政委员会民政组副组长、山东省参议会参议长。抗战结束后，又任山东清查委员会主任。后因年事已高而辞职，前往济南创办汇丰面粉公司并任董事长。同时，他还在故乡滕县创办了私立繁蔚中学。中华人民共和国成立后，孔繁蔚曾任山东省政协常委、中国国民党革命委员会中央委员等。1969年在山西平遥逝世，终年84岁。
孔繁蔚长女孔祥瑛为原清华大学附属中学校长，是著名力学家钱伟长之妻。